# Cot Co
Cot Co är ett berg i Indonesien.   Det ligger i provinsen Aceh, i den västra delen av landet, 1 800 km nordväst om huvudstaden Jakarta. Toppen på Cot Co är 322 meter över havet.
Terrängen runt Cot Co är varierad.Runt Cot Co är det tätbefolkat, med 276 invånare per kvadratkilometer. Omgivningarna runt Cot Co är en mosaik av jordbruksmark och naturlig växtlighet.